# Slag bij Cumberland Gap (1863)
De Slag bij Cumberland Gap vond plaats tussen 7 september en 9 september 1863 bij de Cumberland Gap op de grens van de staten Tennessee, Virginia, Kentucky. Noordelijke eenheden onder leiding van generaal-majoor Ambrose E. Burnside sluiten het Zuidelijke garnizoen van de Cumberland Gap in en dwingen hen tot overgave.

## Achtergrond
Na verschillende vertragingen kon generaal-majoor Ambrose E. Burnside, bevelhebber van het departement en het Army of the Ohio, rond het midden van augustus 1863 oprukken naar Knoxville, Tennessee. De rechtstreekse route liep via de Cumberland Gap die bewaakt werd door een Zuidelijk garnizoen. In plaats van de pas te forceren via een stormaanval, detacheerde hij een brigade onder leiding van kolonel John F. DeCourcey om de stellingen van de Zuidelijke brigade te bedreigen. Burnside stuurde de rest van zijn leger via een omtrekkende beweging over 69 km bergachtig terrein.
Burnside nam Knoxville op 2 september vrijwel zonder slag of stoot in. Veel Zuidelijke eenheden waren teruggetrokken om Braggs leger te versterken in voorbereiding op de Slag bij Chickamauga. Na de inname van Knoxville kon Burnside zijn volle aandacht vestigen op de Cumberland Gap.

## De slag
Het 2.300 man sterke garnizoen onder leiding van John W. Frazer had vrijwel geen gevechtservaring. Ze hadden echter een sterke defensieve stelling bezet. Naast de natuurlijke defensieve mogelijkheden hadden ze een loopgravenstelsel gegraven. Generaal Simon B. Buckner had Frazer het bevel gegeven om ten alle prijze de pas te verdedigen. Toen de troepen van Buckner zich naar Chattanooga verplaatsten, veronderstelde Frazer dat de orders bleven gelden. DeCourcy’s brigade bedreigde de Zuidelijke stellingen vanuit Noordelijke richting. Zijn brigade was niet sterk genoeg om Frazer uit de pas te verdrijven. Burnside stuurde een twee brigade onder leiding van brigadegeneraal James M. Shackelford. Shackelford benaderde de vijandelijke stellingen vanuit het zuiden. Nu Frazers troepen volledig omsingeld waren, vroegen de Noordelijken op 7 september de overgave van de vijand. Er waren nog steeds niet genoeg Noordelijke troepen aanwezig om de Zuidelijke stellingen stormenderhand in te nemen. Burnside verliet nu persoonlijk Knoxville en nam een brigade met zich mee onder leiding van kolonel Samuel A. Gilbert. Op 8 september arriveerde Burnside en zijn brigade nadat ze 90 km op één dag hadden afgelegd. Dezelfde dag eisten DeCourcy en Shackelford de overgave. Frazer bleef weigeren.
Op 9 september rond 10.00u stuurde Burnside een boodschap naar Frazer met de mededeling dat zijn strijdmacht groot genoeg was om de Zuidelijke stellingen te bestormen en te veroveren. De Noordelijke overmacht en het lage moreel dwongen Frazer tot de overgave. Deze begon om 15.00u.. Ongeveer 100 soldaten slaagden erin om door DeCourcy’s linies te ontsnappen voor de officiële overgave van kracht werd. 2.300 soldaten, 14 stukken artillerie en een belangrijke strategische locatie waren in Noordelijke handen gevallen. De pas bleef voor de rest van de oorlog in Noordelijke handen.

## Samenstelling van de legers

### Noordelijken
Department of the Ohio - Generaal-majoor Ambrose E. Burnside
- Onafhandelijke Brigade, IX Corps - Kolonel John F. DeCourcy
  - 86th Ohio Infantry
- 3rd Brigade, 4th Division, XXIII Corps - Brigadegeneraal James M. Shackelford
  - 9th Michigan Cavalry
  - 2nd Ohio Cavalry
  - 7th Ohio Cavalry
  - 2nd Tennessee Mounted Infantry
  - 11th Michigan Battery
  - 1st Tennessee Battery
- 1st Brigade, 3rd Division, XXIII Corps - Kolonel Samuel A. Gilbert
  - 44th Ohio Infantry
  - 100th Ohio Infantry
  - 104th Ohio Infantry

### Zuidelijken
- 5th Brigade, Army of Tennessee - Brigadegeneraal John W. Frazer
  - 62nd North Carolina Infantry Regiment - Majoor B. G. McDowell
  - 64th North Carolina Infantry Regiment – Luitenant-kolonel Garrett
  - 55th Georgia Infantry Regiment - Majoor Printup
  - 64th Virginia Infantry Regiment - Kolonel Slemp
  - 1st Tennessee Cavalry Regiment - Kolonel Carte